# 孙晓群
孙晓群现任中共中央直属机关工委常务副书记
男，汉族，1944年7月10日生，河北省定州市人。1973年12月加入中国共产党，1967年9月参加工作，北京石油学院石油开发系毕业，大学本科学历，工程师。
1962年9月至1967年9月，在北京石油学院石油开发系学习。
1967年9月至1968年7月，毕业后待分配。
1968年7月至1976年1月，在石油部玉门石油管理局、长庆油田、辽河油田工作。
1976年1月至1982年2月，在石油部勘探开发研究院、总调度司、科技办工作。
1982年2月至1984年10月，任中共天津市委办公厅秘书、秘书二处处长。
1984年10月至1988年10月，任石油部干部司副司长。
1988年10月至1990年9月，任中国石油天然气总公司企业管理部副主任。
1990年9月至1991年9月，任新华社香港分社人事部副部长。
1991年9月至1996年7月，任新华社香港分社人事部部长。
1996年7月至1998年7月，任新华社香港分社社长助理兼人事部部长。
1998年7月至1999年5月，任新华社香港分社纪检组组长、社长助理兼人事部部长。
1999年5月至2000年6月，任中共中央组织部秘书长、机关党委书记。
2000年6月至2004年6月，任中共中央组织部副部长兼秘书长、机关党委书记。
2004年7月任中央先进性教育活动领导小组副组长、中直机关工委常务副书记。
中共第十七届中央委员、第十届全国人大常委会委员、全国人大内务司法委员会委员。